# Filip Trejbal
Filip Trejbal (Jilemnice, 5 gennaio 1985) è un ex sciatore alpino ceco specialista dello slalom speciale.

## Biografia
Originario di Rokytnice nad Jizerou e attivo in gare FIS dal gennaio del 2001, Trejbal ha esordito in Coppa Europa il 1º marzo 2004 a Kranjska Gora in slalom speciale (40º), in Coppa del Mondo il 9 gennaio 2005 a Chamonix in slalom speciale (senza qualificarsi per la seconda manche) e ai Campionati mondiali a Bormio/Santa Caterina Valfurva 2005, dove si è classificato 29º nello slalom gigante e 17º nello slalom speciale. Ai successivi Mondiali juniores di Bardonecchia 2005 ha vinto la medaglia d'oro nello slalom speciale davanti a Mattias Hargin e Beat Feuz.
Ai XX Giochi olimpici invernali di Torino 2006, suo esordio olimpico, non ha concluso né lo slalom speciale né la combinata; l'anno dopo, ai Mondiali di Åre 2007, si è piazzato 47º nel supergigante, 16º nello slalom speciale, 24º nella supercombinata e non ha completato lo slalom gigante. Ai Mondiali di Val-d'Isère 2009 non ha completato lo slalom speciale, mentre ai XXI Giochi olimpici invernali di Vancouver 2010 è stato 57° nella discesa libera, 39° nello slalom gigante, 28° nella supercombinata e non ha completato lo slalom speciale.
Il 22 gennaio 2011 ha colto a Oberjoch in slalom speciale il suo unico podio in Coppa Europa (3°), mentre nelle successive rassegne iridate di Garmisch-Partenkirchen 2011 e Schladming 2013 nella medesima specialità si è classificato rispettivamente al 16º e al 29º posto. Ai XXII Giochi olimpici invernali di Soči 2014, suo congedo olimpico, non ha concluso lo slalom speciale. Si è ritirato al termine della stagione 2014-2015; la sua ultima gara in Coppa del Mondo è stata lo slalom speciale di Kranjska Gora del 15 marzo, dove non si è qualificato per la seconda manche, e la sua ultima gara in carriera è stata lo slalom gigante dei Campionati cechi 2015, il 2 aprile a Špindlerův Mlýn, chiuso da Trejbal al 50º posto.

## Palmarès

### Mondiali juniores
- 1 medaglia:
  - 1 oro (slalom speciale a Bardonecchia 2005)

### Coppa del Mondo
- Miglior piazzamento in classifica generale: 96º nel 2010

### Coppa Europa
- Miglior piazzamento in classifica generale: 15º nel 2011
- 1 podio:
  - 1 terzo posto

### South American Cup
- Miglior piazzamento in classifica generale: 19º nel 2010
- Vincitore della classifica di combinata nel 2010
- 1 podio:
  - 1 vittoria

#### South American Cup - vittorie
| Data              | Località | Paese | Specialità |
| ----------------- | -------- | ----- | ---------- |
| 11 settembre 2009 | La Parva | Cile  | SC         |

Legenda:

SC = supercombinata

### Campionati cechi
- 17 medaglie[1]:
  - 2 ori (slalom speciale nel 2007; slalom speciale nel 2008)
  - 8 argenti (slalom speciale nel 2004; supercombinata nel 2008; supercombinata nel 2009; slalom speciale, supercombinata nel 2010; supercombinata nel 2011; slalom speciale nel 2013; slalom speciale nel 2014)
  - 7 bronzi (slalom speciale nel 2006; slalom gigante nel 2007; supergigante nel 2008; supergigante nel 2009; supergigante, slalom gigante nel 2010; slalom speciale nel 2012)